# Рейд на Суда-Бей

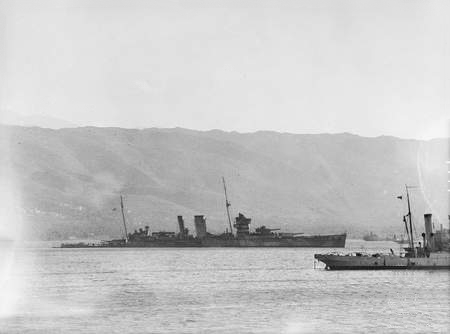
Посаджені на мілину британський важкий крейсер «Йорк» та норвезький танкер «Періклус». Травень 1941

Рейд на Суда-Бей (англ. Raid on Souda Bay, італ. Attacco alla Baia di Suda) — спеціальна операція з нападу італійських військово-морських сил на кораблі та судна союзників на рейді в бухті Суда грецького острова Крит в ході битви на Середземному морі під час Другої світової війни.

## Хід операції
За даними італійської повітряної розвідки, британський флот зосередив у бухті Суда значну кількість бойових та допоміжних кораблів, які були обрані, як об'єкт атаки бойовими плавцями 10-ї флотилії MAS. Вночі 25 березня 1941 2 італійські ескадрені міноносці «Франческо Крісп» та «Квінтіно Селла» відбули з острова Лерос в Егейському морі й попрямували до острова Крит. Кожний з есмінців мав на борту по 3 моторних човни MT. «MT» несли по 300 кг потужної вибухівки, що була сконцентрована на носі кожного човна.
О 23:30 моторні човни з бойовими плавцями на борту були спущені на воду на відстані 10 миль від військово-морської бази в Суді. Наблизившись до морського рейду, італійці під командуванням лейтенанта Луїджі Фаджоні ідентифікували для себе цілі: британський важкий крейсер «Йорк», великий норвезький танкер «Періклус», ще один танкер, а також вантажне судно. В результаті атаки начиненими вибухівкою човнами важкий крейсер та норвезький танкер отримали серйозні пошкодження, 2 матроси загинули внаслідок вибухів. «Йорк», для запобігання затоплення, був посаджений екіпажем на мілину, «Періклус» також сів на дно.
За доповідями італійців другий танкер та вантажне транспортне судно були затоплені в результаті атаки моторних човнів, проте, в офіційних документах британського флоту вказується, що «MT» промазали й не влучили в судна.
Усі шестеро італійських бойових плавців, на чолі з командиром лейтенантом Луїджі Фаджоні вціліли, але потрапили до полону. Важкий крейсер «Йорк» стояв всередині бухти на мілині, де був пізніше остаточно знищений німецькою авіацією. Танкер «Періклес» розламався навпіл і затонув під час розпочатої спроби відбуксирувати його до єгипетського порту Александрія на ремонт.